# Timonius scabriflorus
Timonius scabriflorus là một loài thực vật có hoa trong họ Thiến thảo. Loài này được (Valeton) Merr. & L.M.Perry miêu tả khoa học đầu tiên năm 1945.